# Eduard Pinto (beisbolista)
Eduard Alejandro Pinto (nacido en Valencia, Estado Carabobo, Venezuela, el 23 de octubre de 1994) es un beisbolista profesional venezolano que juega en la posición de Jardinero, en la Liga Venezolana de Béisbol Profesional (LVBP), con el equipo Tigres de Aragua. 

## Carrera en el Béisbol

### 2010
Eduard Pinto es firmado por los Navegantes del Magallanes y hace su debut con el equipo el 21 de noviembre de 2010 como suplente en los jardines en este partido contra los Leones del Caracas en 2 Inning.

### 2012
El 2 de junio, Eduard Pinto hace su debut con el equipo DSL Rangers de la Dominican Summer League, en esta temporada regular Eduard Pinto obtiene un promedio de AVG .475, en 56 Partido, en 222 veces al bate produjo 88 hit, 47 carreras anotas, 13 dobles, 1 triple, 1 jonrón, 29 carreras impulsadas, 8 bases robadas, 31 bases por bolas y 13 ponches, participó con el equipo hasta el 23 de agosto de 2012.
EN LA LVBP
El 16 de octubre de 2012, EL OF Eduard Pinto es asignado a Los Navegantes del Magallanes de la Liga Venezolana de Béisbol Profesional para la Temporada 2010-11. en esta temporada regular Pinto obtiene un promedio de AVG .286, jugó 6 partidos, en 7 veces al bate produjo, 2 hit, 3 carreras anotas, 1 doble, 0 triples, 0 jonrones, 0 carreras impulsadas, 0 bases robadas, 0 bases por bolas y 1 ponches. Participó con el equipo hasta el 26 de octubre de 2012. Pinto se convirtió en el magallanero más joven en ver acción en un encuentro de la LVBP y uno de los peloteros con menor edad en jugar en el circuito.

### 2013
El 20 de junio, Eduard Pinto hace su debut con el equipo AZL Rangers de la Arizona League, en esta temporada regular Eduard Pinto obtiene un promedio de AVG .315, en 14 Partido, en 54 veces al bate produjo 17 hit, 5 carreras anotas, 3 dobles, 0 triples, 0 jonrones, 4 carreras impulsadas, 0 bases robadas, 0 bases por bolas y 6 ponches, participó con el equipo hasta el 29 de julio de 2013.
El 30 de julio de 2013,	Eduard Pinto es asignado a Clase A temporada corta con los Spokane Indians de la Northwest League, en esta temporada regular Pinto obtiene un promedio de AVG .250, en 22 Partido, en 80 veces al bate produjo 20 hit, 3 carreras anotas, 1 doble, 0 triples, 0 jonrones, 2 carreras impulsadas, 0 bases robadas, 5 bases por bolas y 7 ponches, participó con el equipo hasta el 30 de agosto de 2013.

### 2014
El 31 de marzo de 2014, Eduard Pinto es asignado a Clase A (Media) con los Hickory Crawdads de la South Atlantic League. hace su aparición con el equipo el 3 de abril y obtiene un promedio de AVG .158, en 23 Partido, en 76 veces al bate produjo 12 hit, 6 carreras anotas, 3 dobles, 0 triples, 0 jonrones, 6 carreras impulsadas, 0 bases robadas, 4 bases por bolas y 12 ponches, participó con el equipo hasta el 12 de mayo de 2014.
El 13 de mayo de 2014, Pinto es asignado de nuevo con los Spokane Indians de la Northwest League, en esta temporada Pinto participa desde el 13 de junio de 2014 y obtiene un promedio de AVG .335, en 59 Partido, en 251 veces al bate produjo 84 hit, 41 carreras anotas, 11 doble, 0 triples, 1 jonrón, 27 carreras impulsadas, 5 bases robadas, 20 bases por bolas y 16 ponches, participó con el equipo hasta el 1 de septiembre de 2014.

### 2015
El 1 de abril de 2015, Eduard Pinto es asignado a Hickory Crawdads en esta temporada Pinto participa desde el 9 de abril de 2015 y obtiene un promedio de .261 en 98 partidos. En 349 veces al bate, produjo 91 hits, 39 carreras anotadas, 11 dobles, 5 triples, 2 jonrones, 49 carreras impulsadas, 2 bases robadas, 34 bases por bolas y 21 ponches. Participó con el equipo hasta el 7 de septiembre de 2015.
EN LA LVBP
El 7 de octubre de 2015, Eduard Pinto es asignado a Los Navegantes del Magallanes de la LVBP para la temporada 2015-16, Pinto participa desde el 7 de octubre de 2015 y obtiene un promedio de AVG .304, en 17 Partido, en 46 veces al bate produjo 14 hit, 4 carreras anotas, 2 doble, 0 triples, 0 jonrón, 4 carreras impulsadas, 1 bases robadas, 6 bases por bolas y 2 ponches, participó con el equipo hasta el 20 de diciembre de 2015.

### 2016
El 8 de abril de 2016, Eduard Pinto es asignado a Hickory Crawdads en esta temporada Pinto participa desde el 8 de abril de 2016 y obtiene un promedio de AVG .337, en 51 Partido, en 184 veces al bate produjo 62 hit, 26 carreras anotas, 11 dobles, 0 triples, 5 jonrones, 28 carreras impulsadas, 1 bases robadas, 17 bases por bolas y 16 ponches, participó con el equipo hasta el 1 de agosto de 2016.
El 4 de agosto de 2016, Eduard Pinto es asignado a clase Doble A a los Frisco RoughRiders de la Texas League, en esta temporada participa desde el 8 de abril de 2016 y obtiene un promedio de AVG .318, en 29 Partido, en 110 veces al bate produjo 35 hit, 13 carreras anotas, 5 dobles, 0 triples, 0 jonrones, 12 carreras impulsadas, 3 bases robadas, 9 bases por bolas y 8 ponches, participó con el equipo hasta el 5 de septiembre de 2016.
EN LA LVBP
Con la salida de Ezequiel Carrera de los Navegantes del Magallanes, el OF Eduard Pinto está consciente que su tiempo de juego en el club valenciano aumentará considerablemente en la temporada 2016-2017.
Por esa razón, el valenciano fue uno de los primeros en reportarte al conjunto naval con el objetivo de estar listo el próximo 6 de octubre, día cuando se canta la voz de playball de la Liga Venezolana de Béisbol Profesional.

Comienza la temporada con los Navegantes del Magallanes el 6 de octubre de 2016, Eduard Pinto  obtiene un promedio de AVG .091, en 21 Partido, en 33 veces al bate produjo 3 hit, 4 carreras anotas, 0 dobles, 0 triples, 0 jonrones, 3 carreras impulsadas, 1 bases robadas, 1 bases por bolas y 4 ponches, participó con el equipo hasta el 13 de noviembre de 2016.
El  20 de noviembre los Tiburones de La Guaira adquirió a Pinto. El jardinero llega a la tropa del litoral a cambio por el lanzador Carlos Alvarado que pasa a los Navegantes del Magallanes. El cambio realizado entre Magallanes y La Guaira es un pacto inusual en la LVBP. Pocas veces vemos que dos equipos traspasen prospectos de valía, como fue esta vez, con el jardinero Eduard Pinto camino a los Tiburones y el lanzador Carlos Alvarado pasando a los Navegantes.

### 2017
El 26 de enero, Los Leones del Caracas llegaron a un acuerdo con los Tiburones de La Guaira para adquirir al jardinero Eduard Pinto a cambio de Danry Vásquez.
El 6 de abril de 2017, Eduard Pinto es asignado a la Clase A Avanzada (Fuerte) con el equipo Down East Wood Ducks de la Carolina League, en esta temporada Pinto participa desde el 6 de abril de 2017 y obtiene un promedio de AVG .311, en 46 Partido, en 177 veces al bate produjo 55 hit, 30 carreras anotas, 10 dobles, 1 triple, 4 jonrones, 18 carreras impulsadas, 7 bases robadas, 10 bases por bolas y 21 ponches, participó con el equipo hasta el 1 de septiembre de 2017.
El 2 de julio de 2017, los Toronto Blue Jays canjearon al Lanzador Jason Grilli a los Texas Rangers por el Jardinero Eduard Pinto.
El 3 de julio de 2017, Eduard Pinto es asignado a Dunedin Blue Jays de la Florida State League, en esta temporada Pinto participa desde el 3 de septiembre de 2017 y obtiene un promedio de AVG .149, en 15 Partido, en 47 veces al bate produjo 7 hit, 4 carreras anotas, 1 doble, 0 triple, 0 jonrones, 5 carreras impulsadas, 1 bases robadas, 2 bases por bolas y 7 ponches, participó con el equipo hasta el 24 de septiembre de 2017.

### 2018
El 5 de abril de 2018, Eduard Pinto vuelve a participar con el equipo Dunedin Blue Jays de la Florida State League, en esta temporada Pinto participa desde el 5 de abril de 2018 y obtiene un promedio de AVG .306, en 63 Partido, en 227 veces al bate produjo 70 hit, 34 carreras anotas, 15 doble, 1 triple, 2 jonrones, 30 carreras impulsadas, 8 bases robadas, 15 bases por bolas y 15 ponches, participó con el equipo hasta el 29 de junio de 2018.
El 30 de junio de 2018, Eduard Pinto asignado a la Doble A con el equipo New Hampshire Fisher Cats de la Eastern League, en esta temporada Pinto participa desde el 1 de julio de 2018 y obtiene un promedio de AVG .218, en 35 Partido, en 124 veces al bate produjo 27 hit, 15 carreras anotas, 3 doble, 0 triple, 2 jonrones, 8 carreras impulsadas, 3 bases robadas, 4 bases por bolas y 17 ponches, participó con el equipo hasta el 22 de septiembre de 2018.
El 2 de noviembre de 2018,  Eduard Pinto  es elegido como agente libre.
EN LA LVBP
Comienza la temporada con los Leones del Caracas el 12 de octubre de 2018, Eduard Pinto  obtiene un promedio de AVG .267, en 33 Partido, en 90 veces al bate produjo 24 hit, 11 carreras anotas, 4 dobles, 0 triples, 0 jonrones, 12 carreras impulsadas, 0 bases robadas, 7 bases por bolas y 7 ponches, participó con el equipo hasta el 23 de diciembre de 2018.

### 2021
EN LA LVBP
El 11 de agosto de 2021 es traspasado en un cambio de los Leones del Caracas a los Tigres de Aragua por el también patrullero Anthony Jiménez.